# پیک دانش‌آموز
پیک دانش‌آموز نام پیشین مجله رشد دانش‌آموز است. این نشریه نخستین مجلهٔ دفتر انتشارات کمک آموزشی وزارت آموزش و پرورش، برای کودکان است.

## پیک دانش‌آموز
نخستین شمارهٔ این مجله در ۱۶ صفحه و به بهای ۳ ریال عرضه شد. سردبیر نخستین شماره‌های پیک دانش‌آموز ایرج جهانشاهی بود. نام او هیچ‌گاه به عنوان سردبیر در مجلّه نیامد، اما عملاً نقش یک سردبیر را بازی می‌کرد.
سال‌های بعد اسماعیل سعادت و ایران گرگین هر یک مدتی سردبیری این مجله را بر عهده داشتند. اسماعیل سعادت عضو فرهنگستان زبان و ادب فارسی و ایران گرگین سرویراستار فرهنگ‌نامهٔ کودک و نوجوان است.
در دی‌ماه ۱۳۵۷ کارکنان دفتر مذکور دست از کار کشیدند و در چهاردهمین سالگرد نشر پیک دانش‌آموز، انتشار این مجله با نام پیک متوقف شد.
در مهر ماه نخستین سال تحصیلی پس از انقلاب اسلامی ایران، همین مجله، تقریباً با همان نویسندگان سابق و البته بدون عنوان پیک و با نام دانش‌آموز روانهٔ مدرسه‌های کشور شد. سردبیر این نشریه، محمود حاج حکیمی بود و اسماعیل سعادت و ایران گرگین از نویسندگان فعال آن به‌شمار می‌آمدند. این مجله در دی ۱۳۵۹ کار خود را متوقف کرد.
در مهر ۱۳۶۱ مجله با عنوان تازهٔ رشد و نویسندگانی متفاوت دوباره به حیات خود ادامه داد. سردبیری این مجله با مصطفی رحمان‌دوست بود.